# Li Zewen
Li Zewen, född 5 december 1973, är en friidrottare från Kina. Han deltog vid olympiska sommarspelen 1996.